# Haemonetics
 (avril 2020).
Si vous disposez d'ouvrages ou d'articles de référence ou si vous connaissez des sites web de qualité traitant du thème abordé ici, merci de compléter l'article en donnant les références utiles à sa vérifiabilité et en les liant à la section « Notes et références ».
Haemonetics Corporation est un fournisseur mondial de fournitures et de services pour les produits sanguins. La société a été fondée à Braintree, Massachusetts, par le Dr Jack Latham dans les années 1970. 
Aujourd'hui[Quand ?], la société s'est développée et possède des bureaux situés dans 16 pays. La société emploie plus de 3 000 personnes et commercialise ses produits dans plus de 50 pays. Les revenus proviennent presque également de trois principaux marchés : Asie, Europe et Amériques.

## Historique
La société a été fondée en 1971. Haemonetics a commencé à produire les récipients et les poches nécessaires à la collecte de sang. Le Latham Bowl était un récipient jetable capable d'automatiser la séparation du sang par centrifugation. Au cours des années 1990, la société a ajouté des lignes de produits et des technologies supplémentaires. La société a ouvert une usine de fabrication à Holbrook, Massachusetts, en 1988. 
En 1995, la société a acheté le site de fabrication de solutions intraveineuses à Union, Caroline du Sud. 
Des acquisitions supplémentaires ont permis à l'entreprise de grandir et d'élargir ses services. Au cours des années suivantes, la société a commencé à fabriquer l’ensemble du poste de collecte de plasma, y compris la machine, les fournitures et les logiciels nécessaires. 
Ces acquisitions comprenaient la société Fifth Dimension Information Systems (5D), basés à Edmonton destinés à entrer dans l’industrie des logiciels du secteur des produits sanguins. 
D'autres acquisitions : 
- Arryx, Chicago, en juillet 2006 ;
- Information Data Management, Inc. en janvier 2007 ;
- une division de Haemoscope en 2007 ;
- Infonale en juillet 2007 ;
- Altico, Californie, en 2009 ;
- Sebra, basé à Tucson, en Arizona, en 2009.

Le 21 août 2007, 5D et IDM ont été officiellement fusionnés dans une nouvelle filiale appelée Haemonetics Software Solutions. Les employés d'Edmonton (5D) et de Rosemont (IDM) continuent de travailler depuis leurs bureaux respectifs. 
Les autres acquisitions comprenaient l'acquisition de Neoteric Technology Ltd en avril 2009 et celle de Global Med Technologies Inc., basée en Californie, en avril 2010. Haemonetics a acquis les activités de médecine transfusionnelle de Pall Corporation le 1er août 2012.
Les produits Haemonetics peuvent être considérés comme appartenant à deux grandes catégories : 
- produits de donneur : ils sont destinés au secteur des dons de sang ; ils incluent des produits qui automatisent le processus de don du sang, automatisent le traitement du sang, la détection des agents infectieux du sang, et testent l'hématocrite du sang ;
- produits qui sont vendus aux blocs opératoires pour la gestion des hémorragies chez les patients. Ces produits comprennent des dispositifs chirurgicaux de récupération du sang (ou autotransfusion), des systèmes d'aspiration du sang, ainsi que des systèmes de réchauffement du sang et des patients.

## Principaux actionnaires
Au 22 avril 2020.
| The Vanguard Group                   | 10,2% |
| Capital Research & Management        | 7,84% |
| Capital Research & Management        | 5,36% |
| Neuberger Berman Investment Advisers | 5,19% |
| TimesSquare Capital Management       | 5,01% |
| Renaissance Technologies             | 4,85% |
| Wellington Management                | 4,48% |
| Westwood Management                  | 4,30% |
| Fidelity Management & Research       | 4,19% |
| Cramer Rosenthal McGlynn             | 4,18% |

## Controverse
Les matériels produits par Haemonetics font état d'un certain nombre de fonctionnements douteux voire nocifs pour les patients et donneurs de sang pour lesquelles elles ont permis les transfusions.
En effet, dès 2011, de grossiers défauts de qualité sont relevés sur les pièces de rechange fournies par la société à l'Établissement français du sang (EFS). En parallèle, en France et aux Pays-Bas, certaines centrifugeuses — utilisées pour le don de plasma sanguin par plasmaphérèse — semblent émettre des « particules noires » en suspension dans les poches de plasma collecté ou dans le sang retourné au donneur. Ces deux faits ne trouvent aucune explication concrète. D'autres incidents sont observés dans les centres de dons et hôpitaux et font également l'objet d'alertes. En 2016, un patient meurt de complications vasculaires à la suite de la panne d'une machine d'autotransfusion survenue pendant une opération chirurgicale.
En 2017, une enquête du journal Mediapart révèle, grâce aux informations de deux salariés de l'entreprise américaine, que celle-ci recyclait ses pièces de rechange pourtant vendues pour neuves et met en lumière les multiples signalements concernant les pannes potentiellement dangereuses des matériels médicaux déployés en France dans les hôpitaux et centres de don. Dans la foulée, l'ANSM décide de constituer un comité scientifique pour étudier le dossier. Il s'avère que les éléments noirs libérés par les centrifugeuses sont en fait des poussières de joints à lèvre assurant l'étanchéité entre les parties mobiles et fixes des machines. Malgré cela, l'ANSM clôt le dossier en l'absence de preuve de toxicité de cette possible contamination. 
Ce n'est qu'après d'autres incidents que l'ANSM se résout, en septembre 2018, à mettre en retrait plusieurs centaines de machines de collecte de plasma sanguin, tout en laissant en place les machines de collecte de plaquettes. En 2019, l'EFS commandite une étude en lien avec ces événements, afin de déterminer la mortalité chez les donneurs de sang.